# عبور خودرو با یدک ممنوع
 عبور خودرو با یدک ممنوع جزء نشان‌های بازدارنده یا انتظامی راهنمایی و رانندگی است. رانندگان خودرو در مسیرهایی که این نشان است نباید به خودرو خود یدک وصل کنند. این نشان در ایران نیز رایج است.